# Matthew Fisher
 (février 2022).
Si vous disposez d'ouvrages ou d'articles de référence ou si vous connaissez des sites web de qualité traitant du thème abordé ici, merci de compléter l'article en donnant les références utiles à sa vérifiabilité et en les liant à la section « Notes et références ».
Matthew Charles Fisher, né le 7 mars 1946 à Addiscombe, est un musicien anglais, organiste, auteur-compositeur et producteur.

## Biographie
Il fait partie, en 1967, des membres fondateurs du Procol Harum et le son de son orgue Hammond contribue considérablement au succès du groupe. Il y signe quelques chansons, mais le quitte peu après la sortie de son troisième album, A Salty Dog. 
Il entame alors une carrière solo et produit deux des albums de Robin Trower. 
En 1991 il participe à la reformation du Procol Harum, qu'il quitte à nouveau en 2004. 
En 2006 il intente un procès à Gary Brooker pour obtenir, quarante ans après sa sortie, des droits sur la chanson A Whiter Shade of Pale. Dans son jugement, la cour lui a accordé 40 % des droits d'auteur sur les recettes à venir, mais au regard de son silence pendant la période passée, l'a débouté dans sa demande de récupération des sommes engrangées pendant les quatre dernières décennies suivant la sortie de la chanson. En 2009 la Cour suprême lui reconnait finalement le 40% des  droits d'auteur.

## Discographie solo
- 1973 : Journey's End
- 1974 : I'll Be There
- 1980 : Matthew Fisher
- 1981 : Strange Days
- 1994 : A Salty Dog Returns